# White Meadow Lake
White Meadow Lake is een plaats (census-designated place) in de Amerikaanse staat New Jersey, en valt bestuurlijk gezien onder Morris County.

## Demografie
Bij de volkstelling in 2000 werd het aantal inwoners vastgesteld op 9052.

## Geografie
Volgens het United States Census Bureau beslaat de plaats een oppervlakte van
11,9 km², waarvan 10,6 km² land en 1,3 km² water.

## Plaatsen in de nabije omgeving
De onderstaande figuur toont nabijgelegen plaatsen in een straal van 8 km rond White Meadow Lake.